# Andy Griffiths

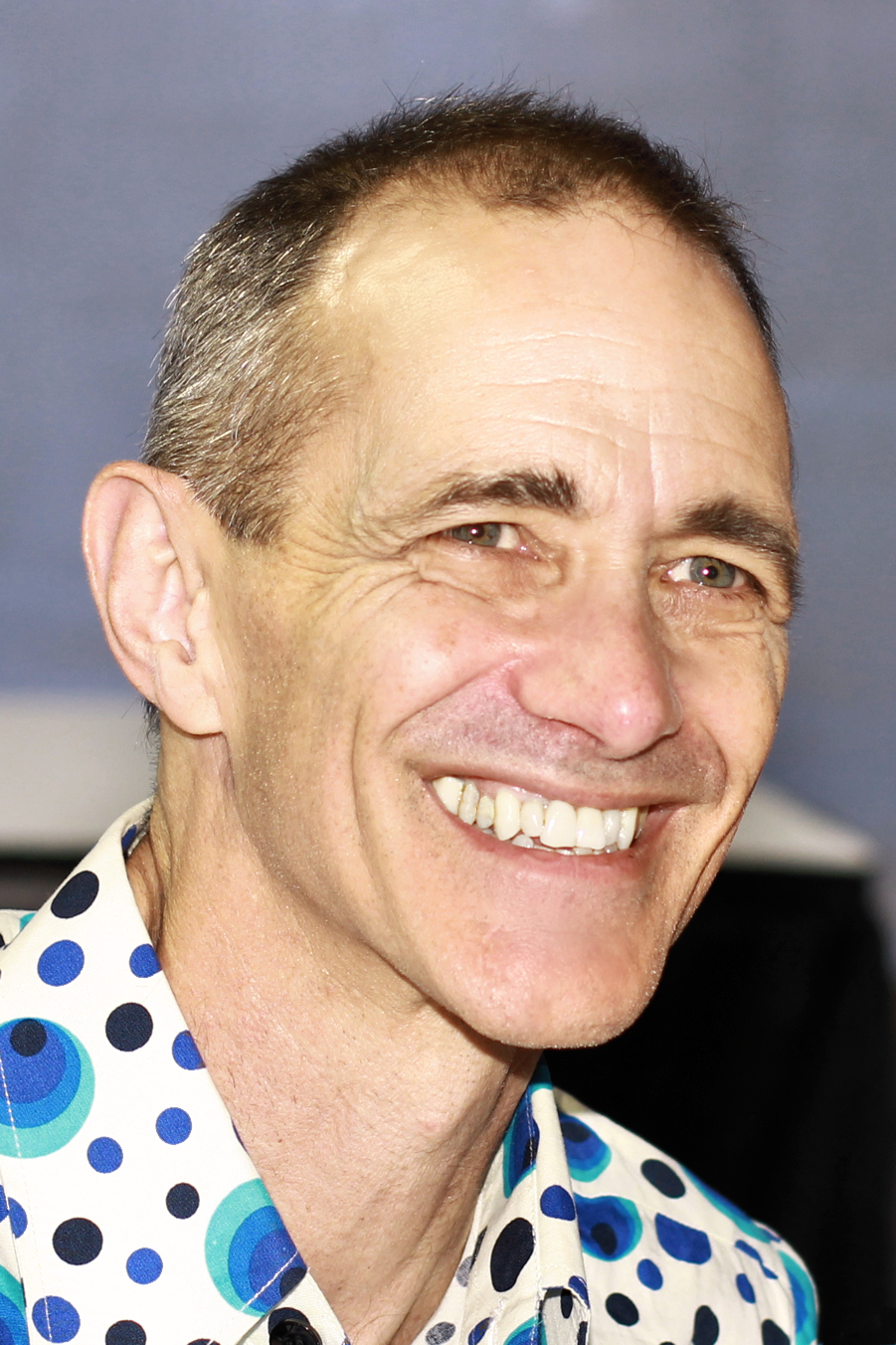
Andy Griffiths, 2019

Andrew „Andy“ Griffiths (* 3. September 1961 in Melbourne) ist ein mehrfach preisgekrönter australischer Kinderbuchautor sowie Comedy-Autor. Auf einer seiner Buchreihen basiert die Fernsehanimationsserie Typisch Andy!, die erfolgreich in neun Ländern läuft.

## Leben
Griffiths’ Karriere begann als Sänger. In den 1980er Jahren war er mit Rock-Bands wie Gothic Bauernhof und Skippy The Butcher erfolgreich. Im Jahr 1992 wandte er sich dem Schreiben von Büchern zu. Er schrieb sechs Romane und etliche Kurzgeschichten. Am besten bekannt ist Griffiths für seine Serie Just!, die er seit 1997 schreibt. Bisher verfasste er neun Bücher zu dieser Serie. 2001 wurden aus diesen Büchern eine Fernsehserie, die er What’s with Andy? nannte.
2008 begleiteten seine Frau Jill und er die von der Kritik gefeierte Bell Shakespeare Company bei ihrer Tournee mit dem Titel Just Macbeth!, die für zwei Helpman Awards nominiert war. Im Juli 2010 schloss man die komplett ausverkaufte Tour mit einer Abschiedsvorstellung im Sydney Opera House ab, bevor man nach Europa ging. Beim Edinburgh Fringe Festival erhielt man ebenfalls wohlwollende Kritiken. Das aus dieser Zusammenarbeit resultierende Buch Just Macbeth stand 2010 auf der Shortlist des Prime Minister’s Literary Awards. Im Juli/August 2012 wurde das Stück in Sydney wieder ins Programm genommen.
Im April 2012 kam Griffiths zehntes Buch mit dem Titel Just Doomed! heraus. Zurzeit arbeitet der Autor mit dem befreundeten Illustrator und Graphiker an einem Werk für Lehrer und angehende Schreibende an Once Upon a Slime: 52 fun ways to get writing … fast!, gewissermaßen einer anschaulichen Version des Kreativen Schreibens, das 2013 erscheinen soll.
Ehrenamtlich engagiert sich der Schriftsteller bei Lese- und Freizeitprogrammen der Aborigines. So flossen auch all seine Erlöse des Werkes The Naked Boy & The Crocodile (2011) in den Haushalt der Indigenous Literacy Foundation, die in erster Linie vom australischen Verlagswesen unterstützt wird. Darüber hinaus fungiert Andy Griffiths als Botschafter für die Pyjama Foundation, eine Mentorenorganisation, die das Lesevermögen und die Bildung von Pflege- und Waisenkindern verbessern möchte.

## Werke

### Kurzgeschichtenanthologien
Die ‘Bad’ books
- The Bad Book (2004)
- The Very Bad Book (2010)
- Killer Koalas from Outer Space (2011)

Cat ’n’ Cow-Serie
- The Cat on the Mat Is Flat (2006)
- The Big Fat Cow That Goes Kapow! (2008)

Die Just!-Serie
- Just Tricking (1997)  in den Vereinigten Staaten als Just Joking! und in Neuseeland als Just Kidding veröffentlicht.
- Just Annoying! (1998)
- Just Stupid! (1999)
- Just Crazy! (2000), in den Vereinigten Staaten unter dem Titel Just Wacky veröffentlicht.
- Just Disgusting! (2002)
- Just Macbeth! (2006)
- Just Shocking! (2007)
- Just Doomed! (2012)
- Just Three for Free- enthält Playing Dead (Just Tricking!), In the Shower with Andy (Just Annoying!) und Runaway Pram (Just Stupid!) (2012)

### Romane
Schooling Around-Serie
- Treasure Fever! (2008)
- Pencil of Doom! (2008)
- Mascot Madness! (2009)
- Robot Riot! (2009)

The Treehouse-Serie
- The 13-Storey Treehouse (2011)
- The 26-Storey Treehouse (2012)
- The 39-Storey Treehouse (2015)
- The 52-Storey Treehouse (2016)
- The 65-Storey Treehouse (2017)
- The 78-Storey Treehouse (2018)
- The 91-Storey Treehouse (2019)
- The 104-Storey Treehouse (2019)
- The 117-Storey Treehouse (2020)
- The 130-Storey Treehouse (2021)

The Bum-Serie
- The Day My Bum Went Psycho  (2001), in den Vereinigten Staaten als The Day My Butt Went Psycho publiziert.
- Zombie Bums from Uranus (2003), in den Vereinigten Staaten unter Titel  Zombie Butts From Uranus veröffentlicht.
- Bumageddon: The Final Pongflict (2005) in den Vereinigten Staaten als  Butt Wars: The Final Conflict veröffentlicht.

A&T’s World of Stupidity
- What Bumosaur is That? (2007), US-Titel: What Buttosaur is That?
- What Body Part is That? (2011)

Sonstige Titel
- Stinky Stories, illustriert von Jeff Raglus
- Fast Food and No Play Make Jack a Fat Boy (2006)
- The Naked Boy and the Crocodile (2011)
- Andypedia (2012)
- Once Upon a Slime (2013)

## Rezeption
Typisch Andy! wurde in Deutschland durch Fox Kids erstausgestrahlt und lief später bei Super RTL, Disney XD (ehemals Jetix) und in Österreich auf ORF eins (vormals ORF 1).

## Auszeichnungen
2008 wurde Griffiths der erste australische Kinderbuchautor, der für sein Werk Just Shocking! alleine sechs Auswahlpreise zugesprochen bekam. Damit übertraf er den von ihm selbst aufgestellten Rekord für The Bad Book aus dem Jahre 2005. Insgesamt hat er im Laufe der Jahre rund 40 Kinderbuchpreise entgegengenommen.